# Raión de Novotítarovskaya
El raión de Novotítarovskaya (del ruso: Новотитаровский район) fue una división administrativa de los krais de Azov-Mar Negro y Krasnodar de la República Socialista Federativa Soviética de Rusia de la Unión de Repúblicas Socialistas Soviéticas entre los años 1934 y 1963. Su centro administrativo era la stanitsa Novotítarovskaya. 

## Historia
El raión fue creado el 28 de diciembre de 1934 dentro de la composición del krai de Azov-Mar Negro. Lo componían 8 selsoviets: Andréyevski, Vorontsóvski, Imeni Karla Marksa, Kópanski, Novovelichkovski, Novotítarovski y Staromyshastovski.
El 13 de septiembre de 1937 el raión pasó a formar parte del recién creado krai de Krasnodar. El 22 de agosto de 1953 se añadieron al raión los selsoviets Kalínino -procedente del disuelto raión de Pashkovskaya-, Yelizavétinski, Márianski y Novomyshastovski -procedentes del disuelto raión de Márianskaya. El 12 de agosto de 1954, el selsoviet Kalíninski pasó a formar parte del distrito Kaganóvichski de la ciudad de Krasnodar.
El 1 de febrero de 1963, el raión fue disuelto y su territorio pasó a formar parte del raión de Dinskaya.